# Esteve Monterde
Esteve Monterde Torrents (Badalona, Barcelona, Cataluña, España, 29 de octubre de 1995), más conocido como Esteve Monterde, es un futbolista español que juega de centrocampista en la U. E. Vilassar de Mar de la Tercera Federación.

## Trayectoria
Es un jugador formado en la cantera del C. F. Badalona con el que llegó a debutar en Segunda División B en la temporada 2014-2015.También perteneció a la cantera de la U. D. A. Gramenet en 2 etapas distintas, en los 2 años de infantil y en su primer año de juvenil.
En la temporada 2015-16 firmó con el filial del Córdoba C. F. para jugar en el Grupo IV de Segunda División B, donde jugaría durante dos temporadas alternando participaciones con el primer equipo de la Segunda División, pasando a formar parte de su plantilla para la temporada 2017-18.
El 21 de septiembre de 2018 se hizo oficial su fichaje por la U. E. Cornellà. Tras su paso por Cornellà estuvo en varios equipos, incluida una experiencia en Islandia, y en septiembre de 2021 recaló en la S. D. Ejea. En este equipo no acabó la temporada, estando sin equipo hasta encontrar acomodo en la U. E. Vilassar de Mar en julio de 2022.